# Mauricio Pineda
Mauricio Héctor Pineda (Buenos Aires, Argentina, 13 de julio de 1975) es un exfutbolista argentino que jugaba como lateral izquierdo.

## Trayectoria
Pineda comenzó su carrera en Huracán en 1993. Luego tuvo un breve pero buen paso por Boca Juniors antes de comenzar su carrera en Europa. En el Viejo Continente jugó en el Udinese (Italia), RCD Mallorca (España) y SSC Napoli y Cagliari (ambos de Italia). En 2003 el defensor volvió a Argentina para jugar en Lanús pero por su mal estado físico solo jugó 5 partidos antes de quedar libre. En la segunda mitad de la temporada formó parte del plantel de Colón pero no jugó ningún partido.
El 13 de marzo de 2006, luego de haberse retirado del fútbol, Mauricio Pineda fue condenado a ocho meses de prisión en Italia por una causa de falsificación de datos para obtener su ciudadanía, saliendo de ahí el 13 de febrero de 2007.

## Selección mayor
Pineda jugó 12 partidos y convirtió un gol con la selección de fútbol de Argentina. Ese gol lo convirtió frente a Croacia en el último partido de la fase de grupos de la Copa Mundial de Fútbol de 1998 en un partido que Argentina ganó 1:0. El lateral también formó parte del equipo olímpico de Argentina que ganó la medalla de plata en los Juegos Olímpicos de Atlanta 1996.

### Participaciones en Copas del Mundo
| Mundial                        | Sede    | Resultado        |
| ------------------------------ | ------- | ---------------- |
| Copa Mundial de Fútbol de 1998 | Francia | Cuartos de final |

Partidos jugados: 3
Goles: 1

## Clubes
| Club         | País      | Año       |
| ------------ | --------- | --------- |
| Huracán      | Argentina | 1991-1996 |
| Boca Juniors | Argentina | 1996-1997 |
| Udinese      | Italia    | 1998      |
| RCD Mallorca | España    | 1999      |
| Udinese      | Italia    | 1999-2000 |
| SSC Napoli   | Italia    | 2000-2001 |
| Udinese      | Italia    | 2001-2002 |
| Cagliari     | Italia    | 2002-2003 |
| Lanús        | Argentina | 2003-2004 |
| Colón        | Argentina | 2004      |

## Palmarés

### Copas internacionales
| Título                    | Club *              | País           | Año  |
| ------------------------- | ------------------- | -------------- | ---- |
| Plata en Juegos Olímpicos | Selección Argentina | Estados Unidos | 1996 |
| Copa Intertoto            | Udinese             | Italia         | 2000 |

(*) Incluyendo la selección